# Centre Bourse
Le Centre Bourse est un centre commercial situé dans le quartier Belsunce 1er arrondissement de Marseille, à proximité du Vieux-Port. Son accès se fait par la rue Henri Barbusse, la rue de Bir-Hakeim, le cours Belsunce et la rue Neuve Saint-Martin. Il accueille également le musée d'Histoire de Marseille et le site archéologique dit Jardin des Vestiges, ainsi que le World Trade Center Marseille Provence et l'hôtel Mercure Marseille Centre Vieux Port. 

## Histoire
Le Centre Bourse est construit sur les terrains de l’ancien Quartier derrière la Bourse rasé dans les première décennies du XXe siècle et devenu lieu d’accueil de foires et de cirques, jardin public, camp militaire puis immense parking. Après la Seconde Guerre mondiale, dans le contexte de la reconstruction, la ville de Marseille programme sur ce site une opération immobilière comprenant des habitations, un parking souterrain et un centre commercial. Quatre immeubles, connus comme les Tours Labourdette, du nom de leur concepteur l'architecte Jacques Henri-Labourdette, sont terminées en 1960. Mais en 1967, lors de la construction du parking, la mise au jour d’importants vestiges archéologiques grecs et romains met fin de cette opération. Contre l’avis du maire de Marseille Gaston Defferre les travaux sont stoppés. Le ministre délégué aux Affaires Culturelles André Malraux déclare d'utilité publique les fouilles archéologiques du site et décide son occupation temporaire par l’État. 
Après de nombreuses polémiques et campagnes de presse, et la promesse d’une aide financière de l’État, une solution de compromis permet finalement de relancer le projet tout en préservant une partie des vestiges. La ZAC de la Bourse est créée en juillet 1971. Il s’agit de la première tranche — en fait l’unique finalement réalisée — d’un centre directionnel conçu pour se déployer du palais de la Bourse à la porte d’Aix, avec l’ambition d’adapter le centre-ville à de nouvelles fonctions nationales et internationales à l’heure de la construction du complexe industriel de Fos-sur-Mer. Le programme comprend outre le centre commercial et le parking un centre d’affaires, un hôtel, un musée et une bibliothèque,,. 
Les travaux de construction du centre commercial commencent en novembre 1973. Il est inauguré en 1977. Le Musée d'histoire de Marseille et le jardin des vestiges ouvrent en 1983.

## Repère cartographique
Le plan du Centre Bourse sur OpenStreetMap : note.

## Rénovations et restructurations du centre commercial
En 1997, pour faire face à la concurrence du centre commercial Grand Littoral ouvert l’année précédente au nord de Marseille, le Centre Bourse fait l’objet d’une première rénovation : extension de la surface de vente grâce au déplacement de deux grandes enseignes, la Fnac et Habitat, et modernisation des parties communes.
En 2003, une restructuration plus ambitieuse est projetée pour laquelle la Ville modifie la ZAC de la Bourse. Afin d'étendre la surface de vente elle prévoit la construction d’une dalle de béton à 10 m du sol entre le centre commercial et le Cours Belsunce, englobant les tours Labourdette,. Cette « asphyxie commerciale » des tours se heurte à l’hostilité de ses habitants et habitantes. Constituées en association ils et elles engagent une campagne d’information auprès de la population et des élus, axée sur la nécessaire protection de la valeur patrimoniale et architecturale de l’ensemble immobilier. En septembre 2007 celui-ci reçoit le Label Patrimoine du XXe siècle. Il n’est alors plus envisageable de construire dans l’espace public autour des tours. Le projet est abandonné et, en novembre 2009, le conseil municipal vote la suppression de la ZAC.
En 2010 le projet est relancé sur de nouvelles bases. Alors que Marseille a été désignée Capitale européenne de la culture Marseille-Provence 2013, la Ville l’inscrit dans sa politique de requalification touristique et économique du centre-ville. L'extension, portant sur une surface moins importante est maintenant orientée vers le Vieux-Port et la Canebière. Pour les maîtres d'ouvrage, les sociétés Klépierre et Axa et le groupe Galeries Lafayette, confrontés à nouveau à des projets concurrents : Terrasses du Port, centre commercial du Prado, Bleu Capelette,, il s'agit de moderniser l'image du Centre Bourse et de renforcer son attractivité. Le projet architectural est confié à l’agence Moatti & Rivière et à Georges Raskin ancien collaborateur de Jacques Henri-Labourdette. Le bâtiment gagne de l’espace sur les rues de Bir Hakeim et Reine Élisabeth Von Wittelbach, en avant des anciens murs aveugles. Selon le directeur du Centre Bourse : « On voulait créer un bâtiment qui allait flasher en centre-ville. L’angle de la rue du Beausset est très important car on le voit du Vieux-Port et il passe inaperçu aujourd’hui. »  La nouvelle façade, inaugurée en 2014, offre aux Galeries Lafayette de larges vitrines habillées de structures ondulantes. 
L’intérieur est complètement rénové en 2015-2016. En revanche les volumes d’origine, généralement décrits comme des « bunkers » subsistent sur le Cours Belsunce et au fond du Jardin des Vestiges. Il faut attendre 2019-2020 pour que l’espace public entre les tours Labourdette et le Cours Belsunce soit réaménagé, avec jeux d’enfants, bancs publics et plantation d’arbres.
Une tentative d'ouverture le dimanche est abandonnée en 2014 au bout de trois mois. En 2015 le centre commercial accueille près de 8 millions de visiteurs par an, et de l’ordre de 6 millions  en 2023.
En mai 2024, alors que 30 % des locaux commerciaux du Centre Bourse sont vacants, un supermarché discount Lidl ouvre au rez de chaussée de la galerie marchande. Il est présenté comme « la locomotive du centre Bourse » par sa directrice qui en attend une « redynamisation » de la fréquentation. L’installation d’un autre discounter et de nouvelles enseignes nationales est également en négociation. Le plus ancien mall implanté cœur de Marseille, réputé pour ses boutiques plus haut de gamme s’adresse ainsi la clientèle populaire des quartiers voisins,,.